# Hamilton Grange National Memorial
 Hamilton Grange National Memorial is een locatie van de National Park Service in het Saint Nicholas Park in New York (stadsdeel Manhattan). Hier is het 19e-eeuwse huis van Alexander Hamilton gelegen.
Het is een National Historic Landmark sinds 1960.